# Playlist: The Very Best of Backstreet Boys
Playlist: The Very Best of the Backstreet Boys é a segunda coletânea do grupo estadunidense Backstreet Boys, lançada pela Legacy Recordings em 26 de janeiro de 2010, como parte de sua série Playlist. Esta coletânea inclui canções dos seis primeiros álbuns de estúdio do grupo, além do single "Drowning"  retirado de sua primeira coletânea, The Hits - Chapter One (2001).

## Lista de faixas
| N.º            | Título                                | Compositor(es)                                    | Do álbum               | Duração |  |
| 1.             | "Quit Playing Games (with My Heart)"  | Max Martin Herbie Crichlow                        | Backstreet Boys        | 3:53    |  |
| 2.             | "As Long as You Love Me"              | Max Martin                                        | Backstreet's Back      | 3:32    |  |
| 3.             | "Everybody (Backstreet's Back)"       | Denniz Pop Max Martin                             | Backstreet's Back      | 4:48    |  |
| 4.             | "I'll Never Break Your Heart"         | Albert Manno Eugene Wilde                         | Backstreet Boys        | 4:47    |  |
| 5.             | "All I Have to Give"                  | Full Force                                        | Backstreet's Back      | 4:36    |  |
| 6.             | "I Want It That Way"                  | Max Martin Andreas Carlsson                       | Millennium             | 3:34    |  |
| 7.             | "Show Me the Meaning of Being Lonely" | Max Martin Herbert Crichlow                       | Millennium             | 3:55    |  |
| 8.             | "Shape of My Heart"                   | Max Martin Rami Yacoub Lisa Miskovsky             | Black & Blue           | 3:52    |  |
| 9.             | "More than That"                      | Franciz & LePont Adam Anders                      | Black & Blue           | 3:45    |  |
| 10.            | "Drowning"                            | Andreas Carlsson Linda Thompson Rami Yacoub       | The Hits - Chapter One | 4:28    |  |
| 11.            | "Larger than Life"                    | Max Martin Kristian Lundin Brian Littrell         | Millennium             | 3:54    |  |
| 12.            | "Incomplete"                          | Dan Muckala Jess Cates Lindy Robbins              | Never Gone             | 4:00    |  |
| 13.            | "Just Want You to Know"               | Max Martin Lukasz Gottwald                        | Never Gone             | 3:53    |  |
| 14.            | "Inconsolable" (versão principal)     | Jess Cates Emanuel Kiriakou Lindy Robbins SibeRya | Unbreakable            | 3:36    |  |
| Duração total: | Duração total:                        | Duração total:                                    | Duração total:         | 56:24   |  |

## Desempenho nas tabelas musicais

### Posições semanais
| Tabela musical (2010–2015)  | Melhor posição |
| --------------------------- | -------------- |
| Austrália - ARIA Charts     | 47             |
| Áustria - Ö3 Austria Top 40 | 42             |
| Irlanda - (IRMA)            | 55             |
| Japão - Oricon Albums Chart | 221            |

### Vendas e certificações
| Região                                                                                             | Certificação | Vendas  |
| -------------------------------------------------------------------------------------------------- | ------------ | ------- |
| Reino Unido (BPI)                                                                                  | Ouro         | 100,000 |
| *números de vendas baseados somente na certificação ^distribuições baseadas apenas na certificação |              |         |